# Władysława Nawrocka
Władysława Nawrocka (ur. 14 lipca 1917 we Lwowie, zm. 26 marca 2007 w Dallas, Stany Zjednoczone) – polska aktorka.

## Życiorys
W czasie okupacji niemieckiej występowała w Teatrze Komedia w Warszawie. W latach 1945–46 aktorka Teatru Kameralnego TUR w Krakowie. Następnie aktorka Teatru Powszechnego TUR w Łodzi (1947), Dolnośląskiego we Wrocławiu (1948–52), Teatru Domu Wojska Polskiego w Warszawie (1952), Teatru Wybrzeże w Gdańsku (1953–55), Teatru Ludowego w Warszawie (1955–57) oraz Teatru Współczesnego w Warszawie.
Była pierwszą żoną Stanisława Dygata i matką Magdy Dygat-Dudzińskiej.

## Linki zewnętrzne

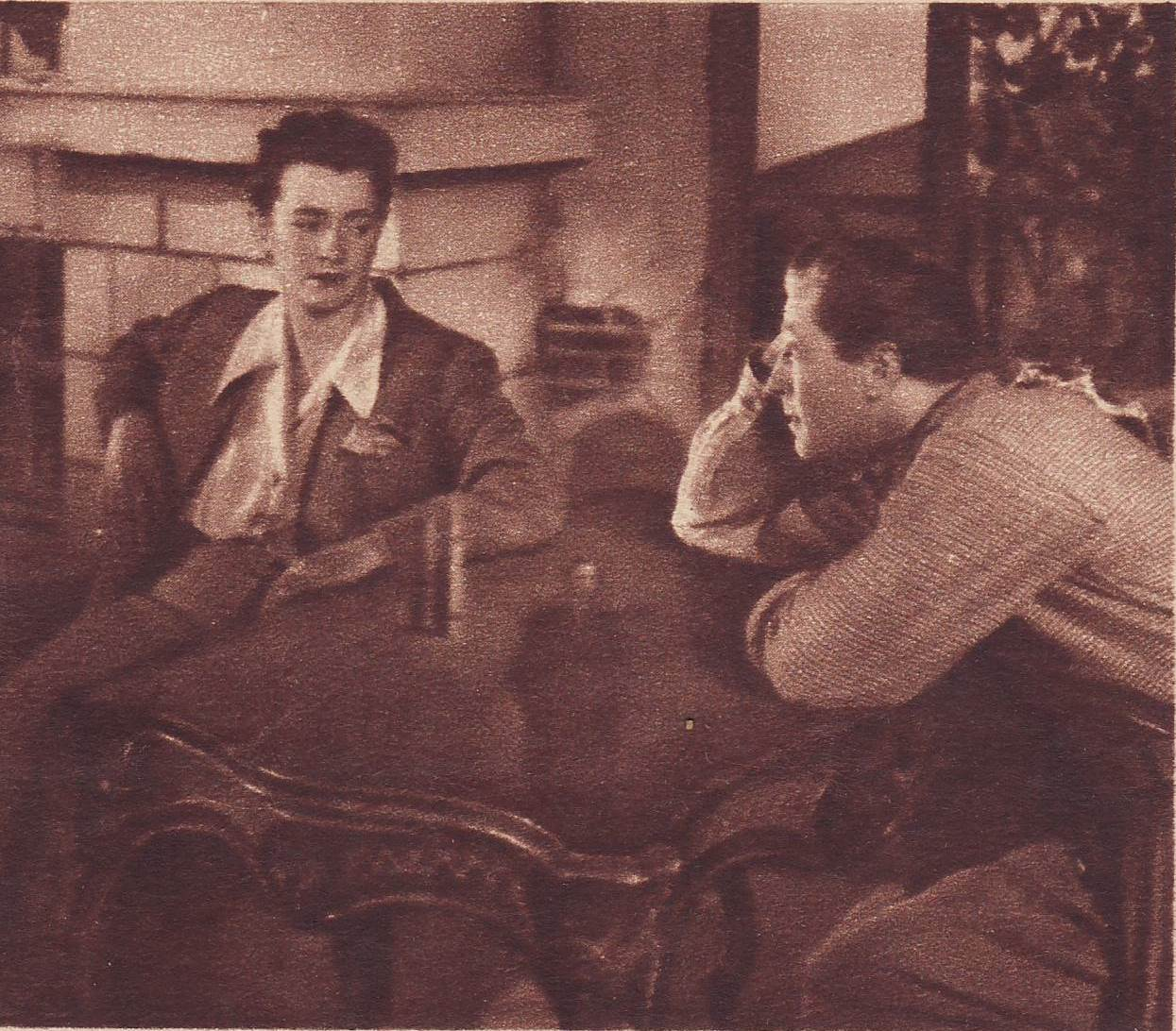
Władysława Nawrocka, Jan Świderski w sztuce "Stary Dworek" Adama Ważyka. Teatr T. U. R. w Łodzi